# Christel Schikowski
Annemarie Christel Schikowski (geborene Annemarie Christel Pustlauk, 3. Januar 1917 in Willkischken (Memelland); † 5. Juli 1999 in Hiddenhausen) war eine deutsche Pädagogin und Politikerin. Sie wurde mit einem der FrauenOrte NRW gewürdigt.

## Leben
Christel Pustlauk wurde 1917 in Willkischken im Memelland geboren. Mit ihren Eltern zog sie nach dem Ersten Weltkrieg nach Mertinsdorf, Landkreis Sensburg Ostpreußen. Dort übernahm ihr Vater einen Gasthof und eröffnete ein Café. Bis 1935 besuchte Pustlauk das Gymnasium in Sensburg und in dem Jahr erlangte sie als einziges Mädchen ihres Jahrgangs das Abitur. Sie heiratete 1937 den Fluglehrer Herbert Schikowski. Nach dem Krieg floh sie Ende 1945 mit ihren drei Kindern nach Hiddenhausen bei Herford. Sie gehörte 1947 zu den Mitbegründerinnen des AWO-Ortsvereins und in die SPD trat sie 1958 ein. Sie ließ sich zur Lehrerin ausbilden und arbeitete an einer Grundschule. Im Bund der Vertriebenen setzte sie sich für Flüchtlinge und Spätaussiedler ein und war ab 1946 über 50 Jahre lang Mitglied im Chor „Freundschaft“. Auch politisch wurde sie ab 1947 aktiv und engagierte sich in der Kommunalpolitik der Gemeinde Hiddenhausen. Dort war ihr die Sozialarbeit besonders wichtig. Von 1975 bis 1989 war sie Mitglied des Rates.
Das Bundesverdienstkreuz am Bande wurde ihr im Dezember 1996 verliehen.
Christel Schikowski starb am 5. Juli 1999 in Hiddenhausen.
Sie wurde am 14. November 2024 mit einem FrauenOrt NRW geehrt.